# Cristóbal Valero

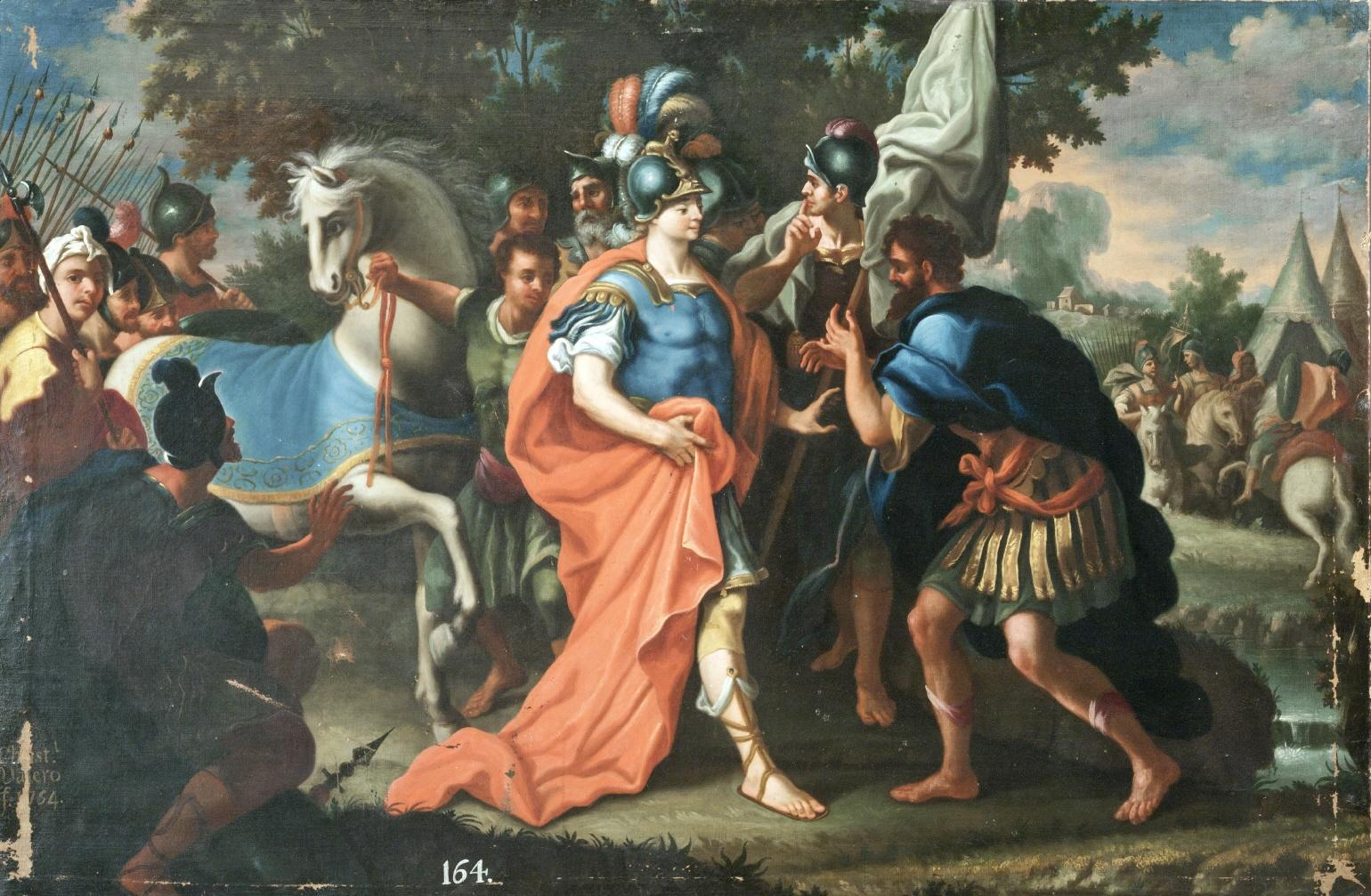
Mentor dando lecciones a Telémaco, óleo sobre lienzo, 92 x 136 cm, firmado y fechado «Christ. Valero /f. 1754», Madrid, Real Academia de Bellas Artes de San Fernando.

Cristóbal Valero (Alboraya, 1707-Valencia, 18 de diciembre de 1789) fue un pintor y presbítero español, primer director de pintura de la Real Academia de Bellas Artes de San Carlos. 

## Biografía
Nacido en Alboraya (Valencia), estudió filosofía en la capital de la provincia y se formó como pintor con Evaristo Muñoz. Posteriormente se trasladó a Roma donde estudió con Sebastiano Conca. Ordenado sacerdote y de regreso a Valencia participó en la creación de la academia de Santa Bárbara (1754), a la que presentó Mentor dando lecciones a Telémaco antes de ir a la guerra contra Adastro. Juzgado muy negativamente por Pedro de Madrazo como «documento curioso que da a conocer hasta qué punto había decaído el buen gusto en aquel tiempo», se conserva en la Real Academia de Bellas Artes de San Fernando de Madrid, en la que ingresó por donación del pintor al ser admitido como académico de mérito en 1762. En 1768, al crearse la Real Academia de Bellas Artes de San Carlos de Valencia, fue nombrado director de pintura. Es suyo el retrato de la reina Bárbara de Braganza pintado para presidir la recién creada academia, copia de un retrato anterior de José Vergara Gimeno.
Ceán Bemúdez menciona varias obras en iglesias y monasterios valencianos, todos ellos desaparecidos, como la primitiva parroquia de San Andrés y el convento de monjas de San Julián, para el que proporcionó los cuadros del altar mayor; además, le corresponderían algunos retratos de obispos en el Palacio Arzobispal. Se le atribuyeron también dos escenas del Quijote conservadas en el Museo del Prado al ser confundido por Pedro de Madrazo con el aragonés Valero Iriarte, a quien se asignan actualmente.